# Andreï Tachkov
Andreï Evguenievich Tachkov (en russe : Андре́й Евге́ньевич Ташко́в), né à Moscou le 30 juillet 1957, est un acteur de cinéma, de théâtre et de télévision soviétique puis russe. Il a reçu le titre de artiste émérite de la fédération de Russie (1994),.

## Biographie
Andreï est le fils du réalisateur Evgueni Tachkov et de l'actrice Ekaterina Savinova,.
Il débute au cinéma en 1973 dans le film Les Enfants de Vaniouchine, réalisé par son père. Il est diplômé de l'Institut d'art dramatique Boris-Chtchoukine en 1978.
Dès 1978, il joue au Théâtre Maly. De 1979 à 1987, il joue au Théâtre académique central de l'Armée soviétique, puis de 1987 à 1999, au Théâtre Pouchkine de Moscou.
Son premier grand rôle, celui de Jénia Koulik dans le film Le Limier de Vladimir Fokine l'a rendu populaire. Il est connu également pour son rôle d'Arkadi Dolgorouki dans l'adaptation télévisuelle du roman de Dostoievski L'Adolescent en 1983. Andreï Tachkov est spécialiste du doublage et de la sonorisation.
En octobre 2008, il signe avec d'autres artistes une lettre ouverte en soutien à l'avocate de la compagnie pétrolière Yukos, Svetlana Bakhmina.

## Filmographie (sélection)
- 1976 : Zhizn i smert Ferdinanda Lyusa (ru) (Жизнь и смерть Фердинанда Люса, litt. Vie et Mort de Ferdinand Luce) de Anatoli Bovroski (ru) : groom à l'hôtel
- 1979 : Le Limier (Сыщик) de Vladimir Fokine : sergent de police Evgueni Koulik
- 1981 : Sashka (en) d'Alexandr Sourine (ru) : Sachka
- 1983 : L'Adolescent (ru) (Подросток) d'Evgueni Tachkov : Arkadi Dolgorouki
- 1990 : Advokat (ru) d'Iskander Khamrayev : Pavel Arkadievich Bechmetiev
- 1992 : Roi blanc, dame rouge de Sergueï Bodrov : Nikolaï Tiourine
- 2006 : Flesh.ka (ru) de Gueorgui Chenguelaia : Alexeï
- 2008 : Obruchalnoe koltso (en), série télévisée : Caméléon
- 2009 : L'Homme qui savait tout (en) de Vladimir Mirzoev : Valéri Dmitrievich Stefanov
- 2010 : Trois Femmes de Dostoïevski d'Evgueni Tachkov : Dostoïevski
- 2011 : Boris Godounov de Vladimir Mirzoev : Patriarche Job de Moscou
- 2017 : Raid (en) : Anton Borodine
- 2020 : Docteur Lisa d'Oxana Karas : pharmacien

## Récompense
- En 2011, il reçoit le prix du meilleur rôle masculin pour son interprétation de Dostoïevski dans Les Trois Femmes de Dostoïevski au festival Littérature et cinéma (ru) de Gatchina[6].